# Margretesminde
Margretesminde ligger i Ulbølle Sogn, Sallinge Herred, Svendborg Amt, Svendborg Kommune, Region Syddanmark og er oprettet om en afbyggergård til Rødkilde i 1803 af Johan Lange, var en avlsgård under Rødkilde Gods fra 1803 til 1923. Hovedbygningen er opført 1868 i ny rokoko (Historicisme).
Margrethesminde Gods er på 227,6 hektar med Kildelund.

## Ejere af Margrethesminde
- (1803-1829) Johan Jensen Lange
- (1829-1874) Erik Harding Lange
- (1874-1891) Christian Eriksen Lange
- (1891-1892) Erik Engelke lensgreve Schaffalitzky de Muckadell
- (1892-1923) Ludvig Sophus Vilhelm baron Schaffalitzky de Muckadell
- (1923-1943) Emma Margrethe Hansen gift Schaffalitzky de Muckadell
- (1943-1959) H. Iskov
- (1959-1970) E. Iskov
- (1970-1998) Else Marie Petersen
- (1998-) Ib Stevnhoved

55°5′9″N 10°24′28″Ø / 55.08583°N 10.40778°Ø